# زبان اشاره نیوزیلندی
زبان اشاره نیوزیلندی یا NZSL (مائوری: te reo Turi) زبان اصلی جامعه ناشنوایان در نیوزیلند است. این زبان در آوریل ۲۰۰۶ به یکی از زبان‌های رسمی نیوزیلند تبدیل شد. هدف از این اقدام ایجاد حقوق و تعهدات در استفاده از NZSL در کل سامانه حقوقی و اطمینان از دسترسی ناشنوایان جامعه همانند سایر افراد به اطلاعات و خدمات دولت بود. طبق سرشماری سال ۲۰۱۳، بیش از ۲۰٬۰۰۰ نفر از مردم نیوزیلند با زبان NZSL گفتگو می‌کنند.